# 古川廣生
古川 廣生（ふるかわ ひろお、1952年〈昭和27年〉4月18日 - ）は、MBC南日本放送のアナウンサー。

## 略歴
佐賀県東松浦郡出身。関西大学法学部法律学科卒業後の1977年（昭和52年）、MBCに入社。同期は、二見いすず。20年近く他部署での勤務、及びMBC学園への出向を経て、2014年（平成26年）にアナウンス職へ復帰。
アナウンサーを志すきっかけになったのは、『オールナイトニッポン』を聴いていて憧れが強くなり、好きな喋りを職業にしたいと思ったことから。
これまで担当した番組の中には、ディレクターを兼任したものもあった。

## 担当番組

### 現在
- MBC50ニュース[注釈 1]
- 古川廣生の聴いた！見た！昭和のヒットソング(月曜日19:10 - 19:30)

### 過去
テレビ
- ザ・ベストテン[注釈 2]
- どーんと鹿児島 - リポーター[3]
- 11人の墓標[4][注釈 3]（1985年（昭和60年）6月28日）
- 春の馬ダンス！神話の里の初午祭　1番馬伝説と共に　～加治木町木田～[5][注釈 4]（2010年（平成22年）5月30日）
- どーんと鹿児島2時間SP - 8.6水害から30年〜あの夏、鹿児島は〜（2023年（令和5年）8月2日）（ナレーター）

ラジオ
- 今週の歌謡ベストテン[注釈 5]→MBC歌謡ベストテン→昭和を御唱和
- KCてれほれ60分(日曜日17:00 - 18:00)
- 古川廣生の1・2のサンデー（日曜日13:00 - 14:00[注釈 6]。1984年（昭和59年）11月4日 - 1986年（昭和61年）3月30日）
- 城山スズメ（1987年（昭和62年）10月 - 1989年（平成元年）3月。『夜の城山スズメ』と兼務）
- かごしまラジオ横丁